# Phthonoloba brevipalpis
Phthonoloba brevipalpis är en fjärilsart som beskrevs av W. Warren 1899. Phthonoloba brevipalpis ingår i släktet Phthonoloba och familjen mätare. Inga underarter finns listade i Catalogue of Life.